# Campionati mondiali universitari di karate 2018
I campionati mondiali universitari di karate 2018 (2018 World University Karate Championships) si sono svolti dal 19 al 22 luglio 2018, a Kōbe, in Giappone.

## Podi

### Uomini
| Evento           | Oro | Argento | Bronzo |
| Kata individuale | Yuhei Horiba Giappone                                                                                        | Abolfazl Shahrjerdi Iran | Emre Vefa Göktas Turchia |
| Kata individuale | Yuhei Horiba Giappone                                                                                        | Abolfazl Shahrjerdi Iran | Mattia Busato Italia |
| Kata a squadre   | Giappone Kaito Fujita Takaya Fukuda Ryuji Moto                                                               | Austria Vincent Forster Lukas Buchinger Christoph Buchinger                                                                                        | Polonia Maksymilian Szczypkowski Aleksander Adamow Jan Sieradzki                                                               |
| Kata a squadre   | Giappone Kaito Fujita Takaya Fukuda Ryuji Moto                                                               | Austria Vincent Forster Lukas Buchinger Christoph Buchinger                                                                                        | Iran Abolfazl Shahrjerdi Milad Delikhoun Ali Zand                                                                              |
| Kumite −60 kg    | Eray Şamdan Turchia                                                                                          | Saud Albasher Arabia Saudita | Ali Meskini Iran |
| Kumite −60 kg    | Eray Şamdan Turchia                                                                                          | Saud Albasher Arabia Saudita | Kajith Kanagasingam Francia |
| Kumite −67 kg    | Francesco D'Onofrio Italia                                                                                   | Soichiro Nakano Giappone | Mehdi Rahimi Nejad Iran |
| Kumite −67 kg    | Francesco D'Onofrio Italia                                                                                   | Soichiro Nakano Giappone | Raul Cuerva Mora Spagna |
| Kumite −75 kg    | Yusei Sakiyama Giappone                                                                                      | Lou Lebrun Francia | Ammed Ezzat Momy ElSharaby Italia                                                                                              |
| Kumite −75 kg    | Yusei Sakiyama Giappone                                                                                      | Lou Lebrun Francia | Luca Rettenbacher Austria |
| Kumite −84 kg    | Kamran Madani Stati Uniti                                                                                    | Durham Mitchell Australia | Faraj Alnashri Arabia Saudita                                                                                                  |
| Kumite −84 kg    | Kamran Madani Stati Uniti                                                                                    | Durham Mitchell Australia | Alvin Karaqi Kosovo |
| Kumite +84 kg    | Saleh Abazari Iran                                                                                           | Daiki Ando Giappone | Dnylson Jacquet Francia |
| Kumite +84 kg    | Saleh Abazari Iran                                                                                           | Daiki Ando Giappone | Somanroy M Arulveeran Malaysia                                                                                                 |
| Kumite a squadre | Giappone Rikito Shimada Daiki Ando Hyoki Tachibana Yusei Sakiyama Soichiro Nakano Yugo Kozaki Koki Kamaguchi | Iran Younes Noroozi Mahdi Ghararizadeh Mahani Mohamadmahdi Ghaheri Sharghi Saleh Abazari Mehdi Khodabakhshi Milad Bahmani Mehdi Rahimi Nejad Dahka | Arabia Saudita Saud Albasher Abdulaziz Alhakami Faraj Alnashri Bader Alotaibi Raef Al-Turkistani Sultan Alzahrani Tareg Hamedi |
| Kumite a squadre | Giappone Rikito Shimada Daiki Ando Hyoki Tachibana Yusei Sakiyama Soichiro Nakano Yugo Kozaki Koki Kamaguchi | Iran Younes Noroozi Mahdi Ghararizadeh Mahani Mohamadmahdi Ghaheri Sharghi Saleh Abazari Mehdi Khodabakhshi Milad Bahmani Mehdi Rahimi Nejad Dahka | Francia Faadel Boussag Dnylson Jacquet Kajith Kanagasingam Thanh-Liêm Lê Lou Lebrun Nicolas Nirde Alexis Raspilair             |

### Donne
| Evento           | Oro                                                                | Argento                                                                                             | Bronzo                                                                        |
| Kata individuale | Natsuki Shimizu Giappone                                           | Terryana D'Onofrio Italia                                                                           | Marta García Lozano Spagna                                                    |
| Kata individuale | Natsuki Shimizu Giappone                                           | Terryana D'Onofrio Italia                                                                           | Laetitia Feracci Francia                                                      |
| Kata a squadre   | Giappone Natsuki Shimizu Azuki Ogawa Yui Umekage                   | Spagna Marta García Lozano Jessica Moreno Wilkinson Marta Vega Letamendi                            | Rep. Ceca Simona Forstová Barbora Kočtářová Sabina Forstová                   |
| Kata a squadre   | Giappone Natsuki Shimizu Azuki Ogawa Yui Umekage                   | Spagna Marta García Lozano Jessica Moreno Wilkinson Marta Vega Letamendi                            | Cina Qiao Yan Jialing Li Shuying Li                                           |
| Kumite −50 kg    | Miho Miyahara Giappone                                             | Gu Shiau-shuang Taipei cinese                                                                       | Faezeh Chizari Iran                                                           |
| Kumite −50 kg    | Miho Miyahara Giappone                                             | Gu Shiau-shuang Taipei cinese                                                                       | Gema Morales Ozuna Spagna                                                     |
| Kumite −55 kg    | Katayama Haname Giappone                                           | Avishan Bagheri Iran                                                                                | Sara Heurtault Francia                                                        |
| Kumite −55 kg    | Katayama Haname Giappone                                           | Avishan Bagheri Iran                                                                                | Jennifer Warling Lussemburgo                                                  |
| Kumite −61 kg    | Yuki Kujuro Giappone                                               | Melika Ahadi Iran                                                                                   | Coral Herrador Sánchez Spagna                                                 |
| Kumite −61 kg    | Yuki Kujuro Giappone                                               | Melika Ahadi Iran                                                                                   | Wei-Ning Hsu Taipei cinese                                                    |
| Kumite −68 kg    | Kanako Oryu Giappone                                               | Laura Sivert Francia                                                                                | Maria Isabel Nieto Mejias Spagna                                              |
| Kumite −68 kg    | Kanako Oryu Giappone                                               | Laura Sivert Francia                                                                                | Behnoosh Najafi Ghaghelestani Iran                                            |
| Kumite +68 kg    | Rosa Marie Liebold Germania                                        | Tzu-Hsuan Wen Taipei cinese                                                                         | Lora Ziller Austria                                                           |
| Kumite +68 kg    | Rosa Marie Liebold Germania                                        | Tzu-Hsuan Wen Taipei cinese                                                                         | Ayaka Saito Giappone                                                          |
| Kumite a squadre | Francia Andrea Brito Sara Heurtault Zoulikha Meghiche Laura Sivert | Spagna Carlota Fernández Osorio Coral Herrador Sánchez Gema Morales Ozuna María Isabel Nieto Mejías | Austria Lara Hinterseer Lora Ziller Mariam Elaswad Kristin Isabelle Wieninger |
| Kumite a squadre | Francia Andrea Brito Sara Heurtault Zoulikha Meghiche Laura Sivert | Spagna Carlota Fernández Osorio Coral Herrador Sánchez Gema Morales Ozuna María Isabel Nieto Mejías | Giappone Kanako Oryu Yuki Kujuro Haname Katayama Ayaka Saito                  |

## Medagliere
Paese organizzatore.
| Posiz. | Nazione        | Oro | Argento | Bronzo | Totale |
| ------ | -------------- | --- | ------- | ------ | ------ |
| 1      | Giappone       | 10  | 2       | 2      | 14     |
| 2      | Iran           | 1   | 4       | 5      | 10     |
| 3      | Francia        | 1   | 2       | 5      | 8      |
| 4      | Italia         | 1   | 1       | 2      | 4      |
| 5      | Turchia        | 1   | 0       | 1      | 2      |
| 6      | Germania       | 1   | 0       | 0      | 1      |
| 7      | Stati Uniti    | 1   | 0       | 0      | 1      |
| 8      | Spagna         | 0   | 2       | 5      | 7      |
| 9      | Taipei cinese  | 0   | 2       | 1      | 3      |
| 10     | Austria        | 0   | 1       | 3      | 4      |
| 11     | Arabia Saudita | 0   | 1       | 2      | 3      |
| 12     | Australia      | 0   | 1       | 0      | 1      |
| 13     | Rep. Ceca      | 0   | 0       | 1      | 1      |
| 14     | Kosovo         | 0   | 0       | 1      | 1      |
| 15     | Lussemburgo    | 0   | 0       | 1      | 1      |
| 16     | Cina           | 0   | 0       | 1      | 1      |
| 17     | Malaysia       | 0   | 0       | 1      | 1      |
| 18     | Polonia        | 0   | 0       | 1      | 1      |
| Totale | Totale         | 16  | 16      | 32     | 64     |